# Marija Bernadeta Banja
Marija Bernadeta Banja (Veliki Grđevac, 18. lipnja 1912. – Goražde, 15. prosinca 1941.), katolička redovnica, mučenica i blaženica.

## Životopis
Po nacionalnosti je bila Mađarica. Već u obiteljskoj kući naslijedila je duboku pobožnost. Obitelj u Velikom Grđevcu bila je poznata po svojemu javnom i revnom kršćanskom životu. Zato je u selu postojala uzrečica za one vjernike koji su se odlikovali revnijim vjerskim životom: "Pobožni kao Banje." U mnogobrojnoj obitelji mala je Bernadeta odgojena u uzornom kršćanskom ozračju koje je podrazumijevalo svakodnevni aktivni molitveni život, ali joj također, unatoč njenoj krhkoj pojavi, nije nedostajalo marljivosti i radišnosti u svakodnevnim seoskim poslovima koje je s radošću obavljala. Stoga i ne čudi što je već u mladoj dobi odlučila potpuno se predati Gospodinu i objeručke prihvatiti Božji poziv.
Dana, 15. kolovoza 1932. položila je redovničke zavjete u družbi Kćeri Božje ljubavi i odmah je poslana u samostan Marijin dom u Palama, gdje je ostala sve do napada četničkih koljača. U samostanu je bila kuharica. Kuhala je za sestre, za goste i za sve koji su dolazili na liječenje i odmor. Spremajući objed s. Bernadeta je redovito pjevala svete pjesme i to je bila njezina molitva.
Četnici su 11. prosinca 1941. provalili u Marijin dom, opljačkali ga i odveli u zarobljeništvo sve redovnice (s. Julu Ivanišević, s. Berchmanu Leidenix, s. Krizinu Bojanc, s. Antoniju Fabjan i s. Bernadetu Banju), i još neke druge zarobljenike. Vodili su ih po snijegu, uz preslušavanja i ispitivanja, do Carevih Voda i Sjetline. Tamo je ostala s. Berchmanna, shrvana od puta, i kasnije je umorena, 23. prosinca 1941. Ostale četiri sestre odvedene su u Goražde, kamo su stigle 15. prosinca 1941. Smještene su u vojarnicu na katu. Vojarnicom je zapovijedao bojnik Jezdimir Dangić. Četnici su, u pijanom stanju, po noći navalili u sobe. Redovnice su skočile kroz prozor da izbjegnu silovanje, nakon čega su dokraja iskasapljene, a tijela su im bačena u rijeku Drinu. Nazvane su Drinske mučenice i proglašene su blaženima u Sarajevu 24. rujna 2011. na sv. misi, koju je predvodio papin izaslanik kardinal Angelo Amato, pročelnik Kongregacije za proglašenje svetih.

## Vanjske poveznice
- Kćeri Božje ljubavi - Službenice Božje  Arhivirana inačica izvorne stranice od 16. prosinca 2009. (Wayback Machine) Tko su Drinske mučenice